# 斯特拉斯堡国家剧院
48°35′10″N 7°45′19″E / 48.5862°N 7.75527°E

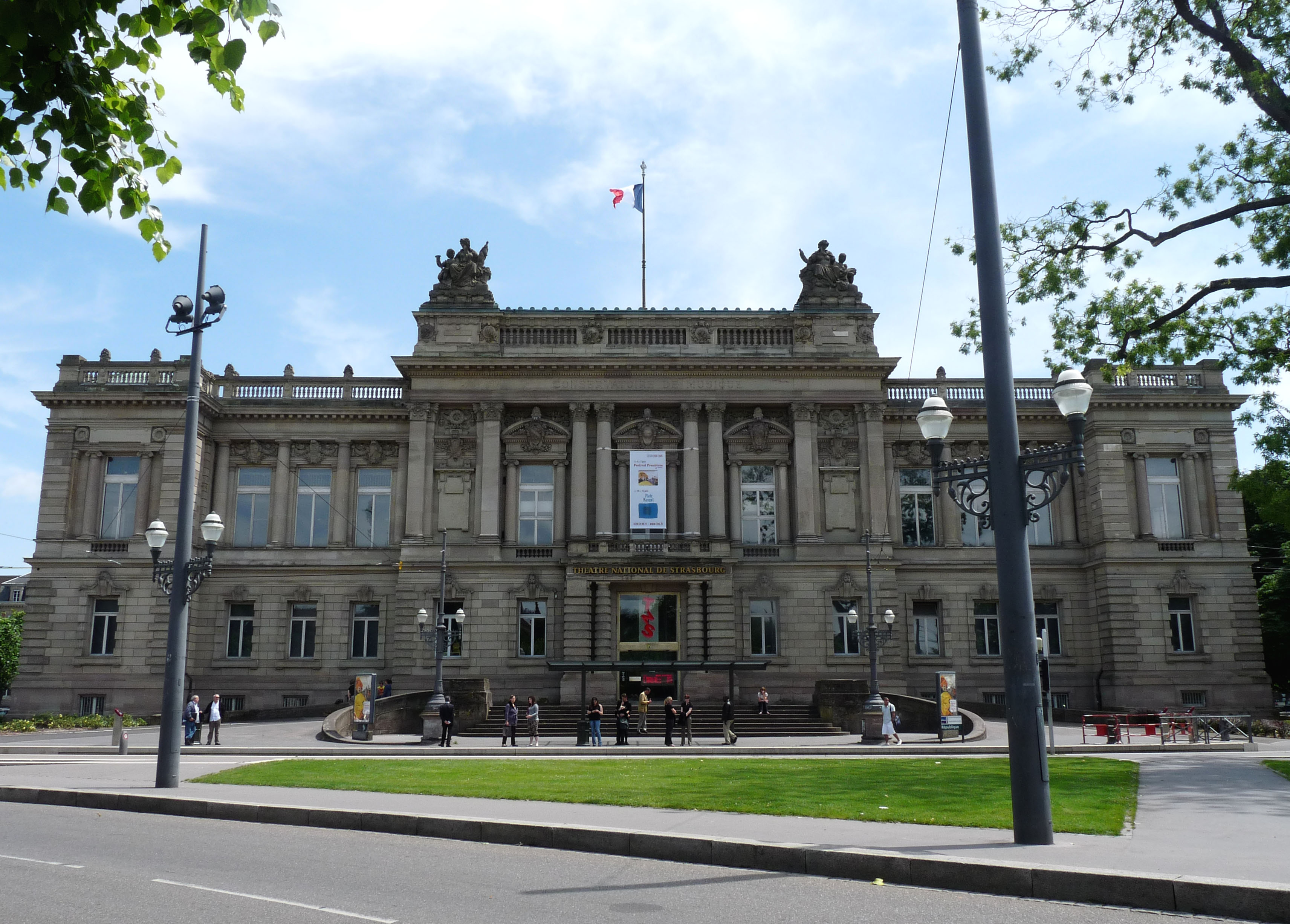
斯特拉斯堡国家剧院

斯特拉斯堡国家剧院（Théâtre national de Strasbourg，TNS）于1968年10月成立于斯特拉斯堡，由休伯特·吉纽（Hubert Gignoux）和安德烈·马尔罗领导。它是巴黎以外法国唯一的国家剧院。 

## 历史
剧院建筑兴建于1888年到1892年，是一座新古典主义建筑，建筑师 August Hartel 和 Skjold Neckelman。它位于斯特拉斯堡德国区的核心共和国广场。1911年到1918年，阿尔萨斯-洛林议会设在这座建筑。 
一战后，斯特拉斯堡音乐学院设于其内。建筑东部的议会厅，改名为柏辽兹厅，1944年9月25日被摧毁，1950年到1957年重建。 
1995年9月29日，这座建筑的立面，屋顶和楼梯，被列为法国历史古迹。 